# 生物型
生物型（せいぶつがた、英: biovar）は、原核生物の同一の種において他の株と生理的、生理化学的に異なる株を分類するために用いられる用語。形態型（en:Biovar）とは形態的に異なる株を分類するために用いられる用語であり、血清型（en:Serotype）とは他の株と抗原性の異なる株を分類するために用いられる用語である。